# Xanca gorjablanca
La xanca gorjablanca (Grallaria albigula) és una espècie d'ocell de la família dels gral·làrids (Grallariidae).

## Hàbitat i distribució
Habita la selva pluvial dels Andes del sud del Perú, centre de Bolívia i nord-oest de l'Argentina.